# Rudgea tambillensis
Rudgea tambillensis är en måreväxtart som beskrevs av Alexander Zahlbruckner. Rudgea tambillensis ingår i släktet Rudgea och familjen måreväxter.
Artens utbredningsområde är Peru. Inga underarter finns listade i Catalogue of Life.